# NGC 770
NGC 770 is een elliptisch sterrenstelsel in het sterrenbeeld Ram. Het hemelobject werd op 3 november 1855 ontdekt door de Ierse astronoom William Parsons. Het hemelobject ligt dicht bij NGC 772 en deze twee sterrenstelsels beïnvloeden elkaar. In de Atlas of Peculiar Galaxies delen deze twee sterrenstelsels de naam ARP 78.

## Synoniemen
- PGC 7517
- UGC 1463
- MCG 3-6-10
- ZWG 461.16
- Arp 78